# Liste der höchsten Fernmeldetürme in Frankreich
Diese Liste führt die höchsten, in Stahlbetonbauweise errichteten Fernmeldetürme in Frankreich auf. Die Liste ist möglicherweise unvollständig.
| Turm                                 | Ort                    | Baujahr | Höhe    | Koordinaten            | Quelle |
| ------------------------------------ | ---------------------- | ------- | ------- | ---------------------- | ------ |
| Fernsehturm Romainville              | Romainville            | 1984    | 141 m   | 48.885372 N 2.422357 E | [ 1 ]  |
| Fernmeldeturm Fort de Mons           | Mons-en-Baroeul        |         | 140 m   | 50.642500 N 3.124167 E | [ 2 ]  |
| Fernmeldeturm Auvilliers             | Auvilliers             |         | 139 m   | 49.747222 N 1.575833 E | [ 3 ]  |
| Fernmeldeturm Chennevières-sur-Marne | Chennevières-sur-Marne | 1974    | 132 m   | 48.804722 N 2.533056 E | [ 4 ]  |
| Fernmeldeturm Moyenneville           | Moyenneville           |         | 125 m   | 50.190833 N 2.770556 E | [ 5 ]  |
| Fernmeldeturm Cesson-Sévigné         | Cesson-Sévigné         |         | 124 m   | 48.124722 N 1.627222 W | [ 6 ]  |
| Fernmeldeturm Dury                   | Dury                   |         | 123 m   | 49.849374 N 2.300220 E | [ 7 ]  |
| Fernmeldeturm Mesnil-Esnard          | Mesnil-Esnard          |         | 121 m   | 49.424722 N 1.140000 W | [ 8 ]  |
| Fernmeldeturm Casseuil               | Casseuil               |         | 120 m   | 44.595833 N 0.118611 W | [ 9 ]  |
| Fernmeldeturm Bionne                 | Bionne                 |         | 119,5 m | 43.605000 N 3.824722 E | [ 10 ] |
| Fernmeldeturm Artigues-près-Bordeaux | Artigues-près-Bordeaux |         | 116 m   | 44.853056 N 0.498889 W | [ 11 ] |
| Fernmeldeturm Langon                 | Langon                 |         | 115 m   | 47.710556 N 1.900556 W | [ 12 ] |
| Fernmeldeturm Bourbonne-Les-Bains    | Bourbonne-Les-Bains    |         | 115 m   | 47.921667 N 5.699167 E | [ 13 ] |
| Fernmeldeturm Monnaie                | Monnaie                |         | 114 m   | 47.481667 N 0.806111 E | [ 14 ] |
| Fernmeldeturm Ceton                  | Ceton                  |         | 112 m   | 48.227778 N 0.816667 E | [ 15 ] |
| Fernmeldeturm Primarette             | Primarette             |         | 111 m   | 45.411944 N 5.018889 E | [ 16 ] |
| Fernmeldeturm Saint-Herblain         | Saint-Herblain         |         | 110 m   | 47.223333 N 1.615000 W | [ 17 ] |
| Fernmeldeturm Marckolsheim           | Marckolsheim           |         | 110 m   | 48.176111 N 7.595000 E | [ 18 ] |
| Fernmeldeturm Meudon                 | Meudon                 |         | 110 m   | 48.802500 N 2.204444 E | [ 19 ] |
| Fernmeldeturm Villers-Pol            | Villers-Pol            |         | 110 m   | 50.294722 N 3.631667 E | [ 20 ] |
| Fernmeldeturm Truc de Fortunio       | Rieutort-de-Randon     |         | 109 m   | 44.642222 N 3.532222 E | [ 21 ] |
| Fernmeldeturm d'Igny-Comblizy        | Igny-Comblizy          |         | 109 m   | 49.017778 N 3.686389 E | [ 22 ] |
| Fernmeldeturm Maves                  | Maves                  |         | 107 m   | 47.758889 N 1.328611 E | [ 23 ] |
| Fernmeldeturm Goetzenbrueck          | Goetzenbrueck          |         | 106,8 m | 48.977500 N 7.389167 E | [ 24 ] |
| Sendeturm Pic de Nore                | Pradelles-Cabardès     | 1978    | 105 m   | 43.424876 N 2.463148 E | [ 25 ] |
| Fernmeldeturm Sermaise               | Sermaise               |         | 105 m   | 48.516667 N 2.106111 E | [ 26 ] |
| Fernmeldeturm Vincy-Reuil-et-Magny   | Vincy-Reuil-et-Magny   |         | 104 m   | 49.713611 N 4.023889 E | [ 27 ] |
| Fernmeldeturm Briou                  | Briou                  |         | 104 m   | 47.820571 N 1.465709 E |        |
| Fernmeldeturm Eole-en-Beauce         | Eole-en-Beauce         |         | 104 m   | 48.225556 N 1.701111 E | [ 28 ] |
| Fernmeldeturm Mesnil-en-Ouche        | Mesnil-en-Ouche        |         | 104 m   | 48.940833 N 0.600000 E | [ 29 ] |
| Fernmeldeturm Mont Caubert           | Mareuil-Caubert        |         | 103 m   | 50.081389 N 1.809444 E | [ 30 ] |
| Fernmeldeturm Chambray-lès-Tours     | Chambray-lès-Tours     |         | 103 m   | 47.341389 N 0.691944 E | [ 31 ] |
| Sendeturm Pic du Midi de Bigorre     | Bagnères-de-Bigorre    | 1963    | 101,2 m | 42.937304 N 0.140947 E | [ 32 ] |
| Fernmeldeturm Bouhans-et-Feurg       | Bouhans-et-Feurg       |         | 100 m   | 47.485278 N 5.520000 E | [ 33 ] |
| Fernmeldeturm Chassieu               | Chassieu               | 1977    | 100 m   | 45.746944 N 4.979444 E | [ 34 ] |
| Sendeturm Puy de Dôme                | Puy de Dôme            | 1956    | 99 m    | 45.772464 N 2.964595 E | [ 35 ] |